# Lewisville (Minnesota)
Lewisville – miasto w Stanach Zjednoczonych, w stanie Minnesota, w hrabstwie Watonwan.